# 4-乙基辛酸
4-乙基辛酸是癸酸的一种同分异构体，属于支链脂肪酸（BCFA），结构简式CH3(CH2)3CH(C2H5)(CH2)2COOH。它是存在于山羊体内的4-乙基辛醛的氧化产物，是羊肉膻味的来源之一。它可由3-溴丙酸甲酯和1-乙基戊基氯化镁在催化下反应后，经酯水解得到。